# Sông Ia Lốp
Sông Ia Lốp là một con sông đổ ra sông Ea H'leo. Sông có chiều dài 120 km và diện tích lưu vực là 1.747 km². Sông Ia Lốp chảy qua các tỉnh Gia Lai, Đắk Lắk.